# Triple saut féminin aux championnats du monde d'athlétisme 1995
Navigation
Stuttgart 1993 Athènes 1997
L'épreuve du triple saut féminin des championnats du monde d'athlétisme 1995 s'est déroulée les 8 et 10 août 1995 à l'Ullevi Stadion de Göteborg, en Suède. Elle est remportée par l'Ukrainienne Inessa Kravets qui établit en finale un nouveau record du monde avec la marque de 15,50 m.

## Résultats

### Finale
| Rang               | Athlète           | Pays        | Essais | Essais | Essais | Essais | Essais | Essais | Marque  | Notes |
| Rang               | Athlète           | Pays        | 1      | 2      | 3      | 4      | 5      | 6      | Marque  | Notes |
| ------------------ | ----------------- | ----------- | ------ | ------ | ------ | ------ | ------ | ------ | ------- | ----- |
| Médaille d'or      | Inessa Kravets    | Ukraine     | X      | X      | 15.50  | X      | —      | 14.55  | 15,50 m | WR    |
| Médaille d'argent  | Iva Prandzheva    | Bulgarie    | 14.28  | 14.76  | 14.48  | 14.65  | 15.18  | 15.00  | 15,18 m |       |
| Médaille de bronze | Anna Biryukova    | Russie      | X      | 14.85  | 15.08  | X      | 14.66  | X      | 15,08 m |       |
| 4                  | Inna Lasovskaya   | Russie      | X      | X      | 14.52  | 14.85  | X      | 14.90  | 14,90 m |       |
| 5                  | Rodica Mateescu   | Roumanie    | 14.44  | 14.56  | X      | 14.82  | 14.39  | 14.64  | 14,82 m |       |
| 6                  | Ren Ruiping       | Chine       | 14.09  | 13.87  | 14.25  | X      | 12.31  | 13.45  | 14,25 m |       |
| 7                  | Zhanna Gureyeva   | Biélorussie | 14.22  | 13.97  | X      | X      | X      | 13.80  | 14,22 m |       |
| 8                  | Barbara Lah       | Italie      | 14.02  | X      | 14.18  | X      | X      | X      | 14,18 m |       |
| 9                  | Jeļena Blaževiča  | Lettonie    | X      | 13.93  | 14.09  |        |        |        | 14,09 m |       |
| 10                 | Olena Hovorova    | Ukraine     | 14.07  | X      | X      |        |        |        | 14,07 m |       |
| 11                 | Iolanda Chen      | Russie      | X      | X      | 14.05  |        |        |        | 14,05 m |       |
| 12                 | Michelle Griffith | Royaume-Uni | 13.22  | 12.97  | 13.59  |        |        |        | 13,59 m |       |

## Légende
Records et Performances
- AR : Record continental (area record)
- CR : Record des championnats (championship record)
- MR : Record du meeting (meet record)
- NR : Record national (national record)
- OR : Record olympique (olympic record)
- PR : Record paralympique (paralympic record)
- PB : Record personnel (personal best)
- SB : Meilleure performance personnelle de la saison (season's best)
- WL : Meilleure performance mondiale de l'année (world leader)
- WJR : Record du monde junior (world junior record)
- WR : Record du monde (world record)

Circonstances et Conditions
- DNF : N'a pas terminé (did not finish)
- DNS : N'a pas pris le départ (did not start)
- DQ : Disqualification (disqualification)
- NM : Aucun essai valable enregistré (No Mark)
- Q : Qualifié « directement » au prochain tour (ou à la prochaine compétition), lors d'une compétition majeure, grâce au classement ou à la réalisation des minima (automatic qualifier)
- q : Qualifié au prochain tour (ou à la prochaine compétition), lors d'une compétition majeure, grâce au repêchage ou à la réalisation de l'une des meilleures performances parmi celles des « non qualifiés directement » (grâce au meilleur temps ou à la meilleure distance par exemple) (secondary qualifier)